# دختران آفتاب
دختران آفتاب (به فرانسوی: Les Filles du Soleil) و (به انگلیسی: Girls of the Sun) فیلمی ۱۱۵ دقیقه‌ای به کارگردانی اوا هوسون و با بازی گلشیفته فراهانی، امانوئل برکو و محصول سال ۲۰۱۸ است. در این فیلم که در فرانسه و گرجستان فیلمبرداری شده، گروهی از هنرمندان بین‌المللی و بازیگران محلی حضور دارند.
دختران خورشید چهارمین فیلم بلند کارگردان است و فیلمنامه را نیز خود او نوشته‌است. اوا هوسون در مصاحبه‌های خود با رسانه‌ها، آگاهی از رفتار غیرانسانی داعش با ایزدی‌ها در شمال عراق و ماجراهای غم‌انگیز زنان و کودکان اسیر کرد را انگیزه اصلی خود از پرداختن به این موضع عنوان کرد.
به گفته او شجاعت و جسارت زنان کرد در مبارزهٔ مسلحانه با داعش به راستی او را تحت تأثیر قرار داد و به همین دلیل تصمیم گرفته گوشه‌هایی از این مبارزات قهرمانانه را به تصویر بکشد.
اوا هوسون باور دارد دختران خورشید از معدود فیلم‌های جنگی زن‌محوری است که تصویری واقعی از رویدادهای این فجایع انسانی ارائه می‌دهد، درعین حال پیامی مثبت دارد و به بیان شایستگی‌ها و توانایی‌های زنان می‌پردازد.
بر اساس برنامه اعلام شده از سوی تهیه‌کنندگان، اکران دختران خورشید در سال ۲۰۱۸ در جشنواره‌های سینمایی آغاز شد.

## دربارهٔ فیلم
این فیلم دربارهٔ مادر جوانی به نام بهار (با بازی گلشیفته فراهانی) است که در بازگشت به روستای محل زندگی خود در کردستان همراه با پسرش و صدها زن دیگر توسط نیروهای داعش ربوده می‌شوند. بهار سرانجام فرار می‌کند و به عنوان فرمانده یک گردان ویژه از زنان مسلح کرد به نام «دختران خورشید» انتخاب می‌شود. تمامی اعضای گروه زن هستند و نقش مهمی در مبارزه علیه داعش و آزادسازی مناطق اشغالی دارند او مدت‌ها در شرایطی غیرانسانی زندانی می‌شود و مورد اذیت و آزار جنسی قرار می‌گیرد.

## بازیگران
- گلشیفته فراهانی در نقش بهار
- امانوئل برکو در نقش ماتیلدا

## انتقادات
حسن عباسی در انتقاد از این فیلم می‌گوید: " در این فیلم تحریف تاریخ صورت گرفته و نشان داده می‌شود که دختران کرد با کمک جنگنده های آمریکا توانستند سنجار را از دست داعش نجات دهند، در حالی که این حاج قاسم سلیمانی بود که با کمک نیروهای مردمی ایران ، عراق ، سوریه ، افغانستان (بدون کمک روسیه) و سپاه توانستند سنجار را از دست داعش دربیاورند"